# فرودگاه شیورلی
فرودگاه شیورلی (به انگلیسی: Shively Field) یک فرودگاه همگانی بهره‌برداری هوایی با کد یاتا SAA است که یک باند فرود آسفالت دارد و طول باند آن ۲۶۸۲ متر است. این فرودگاه در کشور ایالات متحده آمریکا قرار دارد و در ارتفاع ۲۱۳۷ متری از سطح دریا واقع شده است.